# Junas
Junas település Franciaországban, Gard megyében. Lakosainak száma 1260 fő (2022. január 1.). Junas Aubais, Congénies, Boisseron, Sommières, Villevieille és Saint-Sériès községekkel határos.

## Népesség
A település népességének változása:
| Lakosok száma | 321  | 518  | 648  | 968  | 1079 | 1070 | 1107 | 1129 | 1152 | 1260 |
|               | 1968 | 1982 | 1990 | 2006 | 2013 | 2015 | 2017 | 2019 | 2020 | 2022 |